# 十月镇 (莫斯科州)
十月镇（羅馬化：Oktyabrʹskiy）是俄罗斯莫斯科州的市级镇，属州辖市柳别尔齐市（城市区），地处莫斯科州中东部，在区行政中心柳别尔齐及州府莫斯科东南部，镇北、东、东南侧毗邻拉缅斯科耶市（城市区）。M5公路（乌拉尔公路）穿过该镇。
该地2021年人口有20,849人；2010年人口13,165；2002年人口10,135；1989年人口8,634。